# Hemichlaenius flavomaculatus
Hemichlaenius flavomaculatus is een keversoort uit de familie loopkevers (Carabidae). De wetenschappelijke naam van de soort is voor het eerst geldig gepubliceerd in 1889 door Kolbe.